# ابراهیم اخنایی
ابراهیم اخنایی با لقب برهان‌الدین (؟ - ۱۳۷۵م) (نسب: ابراهیم بن علم‌الدین محمد بن ابی‌بکر بن عیسی) فقیه، قاضی و محتسب مصری در سدهٔ هشتم هجری/چهاردهم میلادی بود. نخست شافعی‌مذهب بود سپس مالکی گردید. حسبه و قضاوت سرزمین مصر را تا پایان عمر برعهده داشت. الهدایة و الاعلام بما یترتب علی قبیح القول من الأحکام اثر برجستهٔ اوست. ابن حجر عسقلانی از احکام او در قضایای مشهور در ردِّ صاحب‌منصبان همراه مروت و بزرگی گفته است. منسوب به اخنا، نزدیکی اسکندریه بوده است. 